# مسابقات جهانی دو و میدانی ۱۹۹۹
مسابقات جهانی دو و میدانی ۱۹۹۹ (به انگلیسی: 1999 World Championships in Athletics) هفتمین دوره مسابقات جهانی دو و میدانی بوده‌است که در شهر سویا، اسپانیا زیر نظر اتحادیه بین‌المللی فدراسیون‌های دو و میدانی برگزار شده است.
این مسابقات از ۲۰ اوت تا ۲۹ اوت ۱۹۹۹ با حضور ۱٬۸۲۱ ورزشکار از ۲۰۱ کشور جهان انجام شده است.

## رشته‌های ورزشی
- ۱۰۰ متر
- ۲۰۰ متر
- ۴۰۰ متر
- ۸۰۰ متر
- ۱٬۵۰۰ متر
- ۵٬۰۰۰ متر
- ۱۰٬۰۰۰ متر
- ماراتون
- ۱۱۰ متر با مانع
- ۴۰۰ متر با مانع
- ۳٬۰۰۰ متر با مانع
- دو ۲۰ کیلومتر
- دو ۵۰ کیلومتر
- ۴x۱۰۰ متر امدادی
- ۴x۴۰۰ متر امدادی
- پرش ارتفاع
- پرش با نیزه
- پرش طول
- پرش سه‌گام
- پرتاب وزنه
- پرتاب دیسک
- پرتاب چکش
- پرتاب نیزه
- دهگانه

## مدال‌ها بر پایه کشور
| رتبه | کشور                | طلا | نقره | برنز | مجموع |
| ۱.   | ایالات متحده آمریکا | ۱۰  | ۳    | ۴    | ۱۷    |
| ۲.   | روسیه               | ۵   | ۴    | ۳    | ۱۲    |
| ۳.   | آلمان               | ۴   | ۴    | ۴    | ۱۲    |
| ۴.   | یونان               | ۲   | ۲    | ۲    | ۶     |
| ۵.   | مراکش               | ۲   | ۲    | ۱    | ۵     |
| ۶.   | کوبا                | ۲   | ۲    | ۰    | ۴     |
| ۶.   | ایتالیا             | ۲   | ۲    | ۰    | ۴     |
| ۸.   | اسپانیا             | ۲   | ۱    | ۱    | ۴     |
| ۹.   | اتیوپی              | ۲   | ۰    | ۳    | ۵     |
| ۱۰.  | رومانی              | ۲   | ۰    | ۲    | ۴     |
| ۱۱.  | چک                  | ۲   | ۰    | ۱    | ۳     |
| ۱۲.  | بریتانیای کبیر      | ۱   | ۴    | ۲    | ۷     |
| ۱۳.  | کنیا                | ۱   | ۴    | ۱    | ۶     |
| ۱۴.  | فرانسه              | ۱   | ۲    | ۰    | ۳     |
| ۱۵.  | استرالیا            | ۱   | ۱    | ۲    | ۴     |
| ۱۵.  | اوکراین             | ۱   | ۱    | ۲    | ۴     |
| ۱۷.  | چین                 | ۱   | ۱    | ۰    | ۲     |
| ۱۸.  | باهاما              | ۱   | ۰    | ۰    | ۱     |
| ۱۸.  | دانمارک             | ۱   | ۰    | ۰    | ۱     |
| ۱۸.  | فنلاند              | ۱   | ۰    | ۰    | ۱     |
| ۱۸.  | کرهٔ شمالی           | ۱   | ۰    | ۰    | ۱     |
| ۱۸.  | لهستان              | ۱   | ۰    | ۰    | ۱     |
| ۲۳.  | جامائیکا            | ۰   | ۲    | ۴    | ۶     |
| ۲۴.  | برزیل               | ۰   | ۲    | ۱    | ۳     |
| ۲۵.  | کانادا              | ۰   | ۲    | ۰    | ۲     |
| ۲۶.  | ژاپن                | ۰   | ۱    | ۱    | ۲     |
| ۲۶.  | نیجریه              | ۰   | ۱    | ۱    | ۲     |
| ۲۶.  | آفریقای جنوبی       | ۰   | ۱    | ۱    | ۲     |
| ۲۹   | بلغارستان           | ۰   | ۱    | ۰    | ۱     |
| ۲۹.  | اکوادور             | ۰   | ۱    | ۰    | ۱     |
| ۲۹.  | مجارستان            | ۰   | ۱    | ۰    | ۱     |
| ۲۹.  | موزامبیک            | ۰   | ۱    | ۰    | ۱     |
| ۳۳.  | مکزیک               | ۰   | ۰    | ۲    | ۲     |
| ۳۴.  | الجزایر             | ۰   | ۰    | ۱    | ۱     |
| ۳۴.  | ساموای آمریکا       | ۰   | ۰    | ۱    | ۱     |
| ۳۴.  | بلژیک               | ۰   | ۰    | ۱    | ۱     |
| ۳۴.  | اسرائیل             | ۰   | ۰    | ۱    | ۱     |
| ۳۴.  | نروژ                | ۰   | ۰    | ۱    | ۱     |
| ۳۴.  | اسلوونی             | ۰   | ۰    | ۱    | ۱     |
| ۳۴.  | سوئد                | ۰   | ۰    | ۱    | ۱     |
| ۳۴.  | سوئیس               | ۰   | ۰    | ۱    | ۱     |
| ۳۴.  | سوریه               | ۰   | ۰    | ۱    | ۱     |